# Diga del 4 Eylül
La diga del 4 Eylül (che in turco vuol dire "4 settembre") è una diga della Turchia, costruita tra il 1996 e il 2002, che serve per fornire acqua potabile. Si trova nella provincia di Sivas.